# (36906) 2000 SZ179
2000 SZ179 (asteroide 36906) é um asteroide da cintura principal. Possui uma excentricidade de 0.13389480 e uma inclinação de 11.86599º.
Este asteroide foi descoberto no dia 28 de setembro de 2000 por LINEAR em Socorro.